# 李祖原
李祖原（1938年12月30日—），台灣建築師，廣東揭陽縣人，以致力於研究繼承具中華傳統特色的現代建築及發展“圓氣”建築理論著名，代表作有台北101大樓及高雄85大樓等。

## 生平

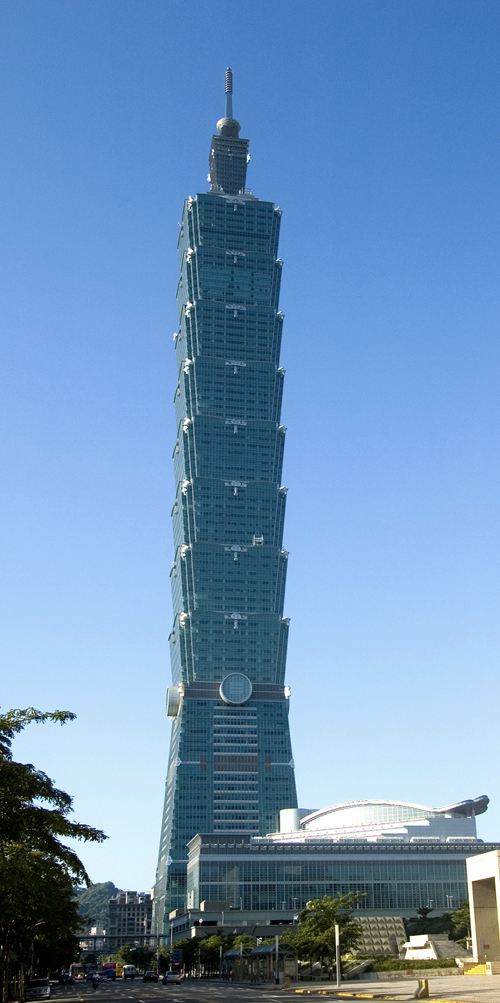
李祖原代表作—台北101

李祖原升學於國立臺灣師範大學附屬高級中學、國立成功大學；在1961年畢業於國立成功大學後，他繼續前往美國普林斯頓大學深造。
在畢業於普林斯頓大學建築研究所後，他曾加入由貝聿銘所主持的建築事務所，並在1970年協助貝聿銘設計1970年世界博覽會「中華民國館」；此外，他也曾在美國費城Nolen-Swinburne & Associates建築師事務所、波士頓都市設計計畫發展局及洛杉磯William L. Pereira建築師事務所等處擔任建築師。
他在1980年回到臺灣，並於隨後完成由鄭周敏投資興建的台北市環亞世界大樓。曾任東海大學建築系副教授。

## 哲學與觀點
李祖原覺得當代的社會⼀直講究⻄⽅的科學，但東⽅對⽣命問題有更深層的研究，若能將兩者合⼀，勢必能展現新的詮釋與看法；同時，他也認為任何一個民族都有屬於的自己偉大建築，世界文明並不存在，唯有致力於發展區域文明，才有機會影響全世界；此外，他更認為一個創作者最難的在於是否可以深入於深層文化，表層文化可以模仿，但是深層文化是根，是一個民族的靈魂，根不深，滋養就不夠--要呈現東方建築，就要瞭解東方的靈魂，反觀之，世界建築基本上是西方文明，那麼要呈現良好的西方建築，就要自問是否瞭解西方文化的靈魂並進入西方的深層文化，深層文化的學習不夠，表現出來的功力就不夠。

## 評價
- 牟宗三：「李祖原建築師有慧解，將欲融文化於建築當中。」
- 吳光庭：「其作品在文化形式反省的工作上做了許多反思，他的反省對象不再只對現代建築，更包括了現代生活文化、哲學及宗教，而這些廣泛且深刻的自我反省與關懷，尤其反映在高層建築的建築類型上，可以看出李祖原的反省及作品的創新並非單為形式，而是尋求現代材料與技術在整體構築及文化上更精確的建築意義再現。在這觀點上，李祖原的作品早己脫離且超越了梁思成想像圖所架構出以中國傳統建築形式文脈的空間想像，達到了兼具心理／哲學及現代實質空間需求的創作創新結果。這是李祖原以台灣的社會環境為基礎對中國文化與建築所提出的創新見解與貢獻。」[3]
- 由李祖原建築師事務所設計的數座建築曾多次因建築結構、美學理念、以及實用性等方面被「台灣憂質建築厚里豆獎」票選為台灣最醜建築。[4][5]
- 其在中國設計的盤古大觀和瀋陽方圓大廈被畅言网評為2010年中國十大醜陋建築第1、2名[6]。
- 中国建筑师柴裴义：“当然我也要指出，有的建筑师不能洁身自好，对低级品位投怀送抱。我对台湾某建筑师的设计就特别反感。沈阳的‘铜钱’大厦、北京的‘老龙头’酒店……，反正他设计了好几个大企业的建筑，好像比较能理解那个“暴富”的心情，同时我也认为，他的设计缺乏建筑师对社会的责任心和良心。”[7]
- 第一、二、三屆台灣憂質厚里豆建築獎（2004, 2007, 2008年）[4][5]。註︰「台灣憂質厚里豆建築獎」是頒給醜陋建築的反諷獎項。其「厚里豆」為台灣閩南語「讓你倒！」的中文音譯。

## 獲獎
- 第十二屆國家文藝獎（2008年）[3]

## 公益
2009年，李祖原聯合建築師事務所將九份昇平戲院捐贈予新北市政府。

## 作品一覽
尚存建築
| 國家           | 城市                                                                     | 作品                                                             | 圖片 |
| -------------- | ------------------------------------------------------------------------ | ---------------------------------------------------------------- | ---- |
| 中華民國       | 台北市                                                                   | 台北大安國宅1980年完工                                           |      |
| 中華民國       | 台北市                                                                   | 台北環亞大飯店（今台北茹曦酒店）1983年完工                       |      |
| 中華民國       | 台北市                                                                   | 台北東王漢宮集合住宅1986年完工                                   |      |
| 中華民國       | 基隆市                                                                   | 麥當勞基隆愛三店1988年完工                                       |      |
| 中華民國       | 新竹市                                                                   | 國立清華大學物理系系館1988年完工                                 |      |
| 中華民國       | 台南市                                                                   | 國立成功大學航太所宿舍1988年完工                                 |      |
| 中華民國       | 台北市                                                                   | 亞洲廣場大樓1989年完工                                           |      |
| 中華民國       | 台北市                                                                   | 宏國大樓1989年完工                                               |      |
| 中華民國       | 雲林縣口湖鄉                                                             | 鄭豐喜圖書館1989年完工                                           |      |
| 中華民國       | 新竹市                                                                   | 國立清華大學人文社會學院1989年完工                               |      |
| 中華民國       | 嘉義縣                                                                   | 國立中正大學行政大樓1991年完工                                   |      |
| 中華民國       | 高雄市                                                                   | 長谷世貿聯合國1992年完工                                         |      |
| 中華民國       | 台北市                                                                   | 國立台北藝術大學1993年完工                                       |      |
| 中華民國       | 台北市                                                                   | 遠企中心辦公大樓1994年完工                                       |      |
| 中華民國       | 臺北縣                                                                   | 宏國大鎮1994年完工                                               |      |
| 中華民國       | 台北市                                                                   | 中國國民黨中央委員會大樓（今張榮發基金會所在地）1995年完工       |      |
| 中華民國       | 台北市                                                                   | 新光傑仕堡1995年完工                                             |      |
| 中華民國       | 台中市                                                                   | 台中晶華飯店1997年完工                                           |      |
| 中華民國       | 高雄市                                                                   | 高雄85大樓1998年完工                                             |      |
| 中華民國       | 高雄市                                                                   | 長谷國家音樂廳1998年完工                                         |      |
| 中華民國       | 桃園市                                                                   | 開南大學校舍1998年完工                                           |      |
| 中華民國       | 台中市                                                                   | 麗寶樂園（原月眉育樂世界）2000年完工                             |      |
| 中華民國       | 南投縣埔里鎮                                                             | 中台禪寺 2001年完工                                              |      |
| 中華民國       | 台北市                                                                   | 台北101大樓2004年完工                                            |      |
| 中華民國       | 台北市                                                                   | 家樂福重慶店2006年完工                                           |      |
| 中華民國       | 台北市                                                                   | 台北捷運忠孝復興站聯合開發大樓（太平洋SOGO百貨復興館）2006年完工 |      |
| 中華民國       | 新北市                                                                   | 遠雄紫京城2006年完工                                             |      |
| 中華民國       | 基隆市                                                                   | 基隆地標建築-東方帝景2006年完工                                  |      |
| 中華民國       | 新北市                                                                   | 遠雄大學哈佛2008年完工                                           |      |
| 中華民國       | 新北市                                                                   | 遠雄未來家2009年完工                                             |      |
| 中華民國       | 台北市                                                                   | 台北轉運站2009年完工                                             |      |
| 中華民國       | 台北市                                                                   | 遠雄金融中心                                                     |      |
| 中華民國       | 新北市新店區                                                             | 美河市（小碧潭站捷運聯合開發）                                   |      |
| 彰化縣田中鎮   | 彰化基督教醫療財團法人田中基督教智慧園區(2018年12月動工，預計2022年完工) |                                                                  |      |
| 中華人民共和國 | 河南省鄭州市                                                             | 鄭州裕達國貿大樓1998年完工                                       |      |
| 中華人民共和國 | 遼寧省瀋陽市                                                             | 瀋陽方圓大廈2001年完工                                           |      |
| 中華人民共和國 | 北京市                                                                   | 盤古大觀2007年完工                                               |      |
| 中華人民共和國 | 北京市                                                                   | 西門子中國總部大樓2008年完工                                     |      |
| 中華人民共和國 | 陝西省扶風縣法門鎮                                                       | 法門寺合十舍利塔2009年5月8日完工                                 |      |
| 中華人民共和國 | 上海市                                                                   | 中國2010年上海世界博覽會台灣館（已遷址臺灣新竹市）               |      |

已拆除建築
| 城市   | 作品                             | 圖片 |
| ------ | -------------------------------- | ---- |
| 台南市 | 臺南中國城1983年完工，2016年拆除 |      |
| 台北市 | 建成圓環2002年完工，2016年拆除   |      |

## 語錄
- 「東⽅文化以 天、地、⼈三元合⼀，作為文化的深層基因，強調⽣命智慧和諧共⽣；⻄⽅文化 則以⼆元論對立辯證的觀點，形成文化的深層結構，強調⼯具理性的科技文明。」[2]
- 「我們這一代，受到最大的影響就是東西論戰，中華文化可謂最重要的區域文明之一，因此我們從中華文化出發，努力發揚，希望提供全世界參考 」[2]
- 「如果要領導世界文明，需要先融會貫通東⻄兩⽅領域，才能⾛出⾃⼰的路。台灣創意⼈才不缺乏，可惜發揮功能不多。不過，作為藝術家不應該抱怨缺乏機會，⼤家需要奮鬥尋找出路。不妨向偉⼈學習吧！學習他們的成功精神、努⼒⽅向。」[2]